# Список эпизодов телесериала «Андромеда»
В этой статье приведён список всех эпизодов научно-фантастического телесериала Андромеда. Каждый сезон состоит из 22 эпизодов. Их общее количество 110. Первый эпизод, «Under the Night», вышел в США 2 октября 2000, а последний, «The Heart of the Journey (Part II)», — 13 мая 2005.

## Обзор
| Сезон | Сезон | Эпизодов | Впервые в эфире | Дата выхода DVD | Дата выхода DVD |
| Сезон | Сезон | Эпизодов | Впервые в эфире | Регион 1        | Регион 2        |
| ----- | ----- | -------- | --------------- | --------------- | --------------- |
|       | 1     | 22       | 2000-2001       | 13 ноября 2003  | 6 февраля 2006  |
|       | 2     | 22       | 2001-2002       | 27 июля 2004    | 6 марта 2006    |
|       | 3     | 22       | 2002-2003       | 1 февраля 2005  | 17 апреля 2006  |
|       | 4     | 22       | 2003-2004       | 19 июля 2005    | 1 мая 2006      |
|       | 5     | 22       | 2004-2005       | 3 октября 2006  | 7 августа 2006  |

## Список эпизодов

### Сезон 1
| Эпизод | Название                                                                     | Дата выхода     | Код серии |
| --- | ---------------------------------------------------------------------------- | --------------- | --------- |
| 1 | «Под покровом ночи [Under The Night ]»                                       | 2 октября 2000  | 101       |
| Дилан Хант был предан своим 1-м офицером, когда племена ницшеанцев предали Содружество систем. Захваченный притяжением черной дыры, Дилан застрял во временной аномалии, до тех пор, пока команда охотников за удачей под руководством капитана Бэки Валентайн не вытянула «Андромеду» из ловушки. |                                                                              |                 |           |
| 2 | «Пламя надежды [Affirming Flame]»                                            | 9 октября 2000  | 102       |
| Дилан должен защитить «Андромеду» от команды наемников после сна «Длинной ночи», пока Бэка и её друзья обнаруживают, что они, возможно, борются за не ту сторону. |                                                                              |                 |           |
| 3 | «Опаленные огнём судьбы [To Loose The Fateful Lightning]»                    | 16 октября 2000 | 103       |
| Диланом манипулируют для открытия складов мощного оружия, после того, как «Андромеда» находит космическую станцию Содружества, населенную детьми, которые полагают, что он - легендарная "Звездная гвардия", который пришел принести им мир, уничтожив их врагов. |                                                                              |                 |           |
| 4 | «Первая кровь [D Minus Zero]»                                                | 23 октября 2000 | 104       |
| Дилан и команда «Андромеды» меряются силами против неизвестного врага, когда они обнаруживают регистратор судна, вынуждая Дилана иметь дело с напряженными отношениями между ним и его новой командой. |                                                                              |                 |           |
| 05 | «Двойная спираль [Double Helix]»                                             | 30 октября 2000 | 105       |
| «Андромеда» находит ницшеанскую колонию, проводящую пиратские набеги на соседние планеты танов. Дилан надеется, что спасение танов завоюет поддержку для него, но привязанности Тира разделяются, когда колония дарит ему возможность иметь жену и дом, если он отдаст им «Андромеду». |                                                                              |                 |           |
| 6 | «Чёрный ангел, белый демон [Angel Dark, Demon Bright]»                       | 6 ноября 2000   | 106       |
| Когда ошибка гиперперехода бросает «Андромеду» назад в важнейшее сражение войны Ницшеанцев против Содружества, Дилан и его команда должны не только решить, вмешаться ли им, но и за которую сторону выступать. |                                                                              |                 |           |
| 7 | «Слепая любовь [The Ties That Blind]»                                        | 13 ноября 2000  | 107       |
| Брат Беки и его друг пребывают на борту, брат Беки утверждает что он стал монахом секты «Путь Истины». Однако, скоро становится ясно, что они агенты, связанные со «Стражами», группой защитников окружающей среды, пытающихся предотвратить все космические перелеты. |                                                                              |                 |           |
| 8 | «На берегах Леты [The Banks of the Lethe]»                                   | 20 ноября 2000  | 108       |
| У Дилана появляется возможность общаться с его потерянной любовью через чёрную дыру, пока «Андромеда» меряется силами с ницшеанцами, но когда появляется шанс на воссоединение с ней по транспортировке в прошлое, он должен выбрать, следует ли вернуться в прошлое и отказаться от своей новой миссии. Приглашенная звезда Сэм Дженкинс, реальная жена Кевина Сорбо, как Сара Райли, его потерянная любовь. |                                                                              |                 |           |
| 9 | «Роза в пепле [A Rose in the Ashes]»                                         | 27 ноября 2000  | 109       |
| Дилан и «Андромеда» находятся в заключении в колонии, откуда никто не может улететь; даже дети заключенных вынуждены остаться. Так как источник питания аватары корабля иссякает, Дилан обращается к образованной женщине, чтобы помочь им сбежать. |                                                                              |                 |           |
| 10 | «В океанских глубинах Нептуна [All Great Neptune's Ocean]»                   | 15 января 2001  | 110       |
| Касталийцы прибыли на борт, чтобы подписать Хартию Нового Содружества, но когда их лидер погибает, Тир становится главным подозреваемым в убийстве президента, уничтожившего ницшеанскую базу во время старой войны. |                                                                              |                 |           |
| 11 | «Жемчуг, который был его глазами [The Pearls That Were His Eyes]»            | 22 января 2001  | 111       |
| Бека и Трэнс ищут бывшего партнера отца Беки по бизнесу и обнаруживают, что он является лидером крупной компании, производящей сильнодействующие наркотики; между тем, остальные члены экипажа организовали «распродажу», чтобы собрать деньги на новые запчасти. |                                                                              |                 |           |
| 12 | «Уравнение слез [The Mathematics of Tears]»                                  | 29 января 2001  | 112       |
| «Андромеда» находит свою корабль-сестру, «Пакс Магелланик» с основным экипажем, который не стареет, пока «Андромеда» борется с сумасшедшим ИИ корабля, экипаж пытается собрать кусочки тайны того, что случилось с кораблем, куда делся гиперпространственный двигатель и почему экипаж бессмертен. |                                                                              |                 |           |
| 13 | «Бой далекого барабана [Music of a Distant Drum]»                            | 5 февраля 2001  | 113       |
| С «Эврикой Мару», инфицированной атакующими-наноботами, которые разрушили электрические системы, Тир разбился на контролируемой ницшеанцами планете, его память потеряна и «Эврика» повреждена, он должен попытаться вспомнить его прошлое, до того, как ницшеанское племя обнаружит его и ящик, который он перевозил.                                                                                        |                                                                              |                 |           |
| 14 | «Харпер, версия 2.0 [Harper 2.0]»                                            | 12 февраля 2001 | 114       |
| Харпер становится гением, когда персиид «загрузил» огромное количество знаний в его мозг и оказывается мишенью наемного убийцы с передовой технологией. Дилан и его команда обнаруживают информацию о магогах. |                                                                              |                 |           |
| 15 | «Навязанная перспектива [Forced Perspective]»                                | 19 февраля 2001 | 115       |
| При сборке частей для «Андромеды», Дилан Хант был арестован по обвинению в убийстве планетарного диктатора 300 лет назад, как один из мужчин, которые принимали участие в убийстве, оставив Трэнс для его спасения и разгадки тайны того, как человек жил в течение трех столетий. |                                                                              |                 |           |
| 16 | «Сумма слагаемых [The Sum of Its Parts]»                                     | 26 февраля 2001 | 116       |
| С экипажем связался дрон от «Союза Роботов», расы живых машин, которые живут в космосе между Галактиками, который был отправлен для контакта с ними, но приходит опасность, когда дрон захватывает «Андромеду» в попытке избежать его разрушения, а его «хозяин» пытается заставить Ромми присоединиться к «Союзу».                                                                                           |                                                                              |                 |           |
| 17 | «Страх и Ненависть на «Млечном Пути» [Fear and Loathing in the «Milky Way»]» | 9 апреля 2001   | 117       |
| Герантекс похищает Трэнс и Харпера, и заставляет их помочь в его стремлении к власти, так как он утверждает, что обнаружил расположение карты к потерянной столице Содружества «Тарн-Ведре». |                                                                              |                 |           |
| 18 | «К чёрту неудачников [The Devil Take the Hindmost]»                          | 16 апреля 2001  | 118       |
| Пока весь экипаж «Андромеда» помогает колонии танов, Дилан и Преподобный Бэм идут на помощь одному из друзей Преподобного Бэма, чтобы помочь защитить мирных людей от работорговцев, но дела осложнились, когда выясняется, что они обладают идеальной генетической памятью и если, Дилан научит их убивать, их потомки всегда будут помнить, как взять жизнь.                                                |                                                                              |                 |           |
| 19 | «Брачное предложение [The Honey Offering]»                                   | 23 апреля 2001  | 119       |
| Дилан пытается принести мир в два враждующих ницшеанских племени тем, что сопровождает принцессу от одного до другого, для брака по договоренности, но когда Дилан и принцесса вынуждены бежать в «Эврике Мару», а «Андромеда» становится приманкой для флота, он понимает, что вещи не таковы, какими кажутся.                                                                                               |                                                                              |                 |           |
| 20 | «Проклятые звездами [Star-Crossed]»                                          | 30 апреля 2001  | 120       |
| «Андромеда» влюбляется в андроида, который, был спасён с уничтоженного корабля, но она предала его, когда выяснилось, что он аватара военного корабля «Весы Правосудия», который сошел с ума после падения «Содружества Систем». |                                                                              |                 |           |
| 21 | «Источник дивного света [It Makes a Lovely Light]»                           | 7 мая 2001      | 121       |
| Бека пытается провести «Андромеду» до «Тарн-Ведры», планеты, которая отрезана от гиперпространства. Устав, она берет наркотик «Флэш» и почти погибает от передозировки. |                                                                              |                 |           |
| 22 | «Час превращений [Its Hour Come ‘Round at Last]»                             | 14 мая 2001     | 122       |
| Харпер случайно активирует скрытую личность хранившуюся в системе «Андромеды», заставив её забыть события последних нескольких лет и воспроизвести сверхсекретную миссию. При выполнении этой миссии, «Андромеда» была захвачена магогами. |                                                                              |                 |           |

### Сезон 2
| Эпизод | Название                                                     | Дата выхода     | Код серии |
| --- | ------------------------------------------------------------ | --------------- | --------- |
| 23 | «На краю бездны [The Widening Gyre]»                         | 1 октября 2001  | 201       |
| С сильно поврежденным кораблем и похищенными Тиром, Харпером и Преподобным, Дилан ведет экипаж Андромеды в бой против своего смертоносного врага, чтобы спасти захваченных членов экипажа. |                                                              |                 |           |
| 24 | «Стратегия отступления [Exit Strategies]»                    | 8 октября 2001  | 202       |
| Пока Харпер и Ромми пытаются справиться со своими недавними «нарушениями» со стороны магогов, Дилан, Бека, Преподобный и Тир, преследуемые бандой ницшеанцев, вынуждены совершить аварийную посадку на ледяной планете, и должны сбежать до того, как Преподобный Бэм убьет чтобы поесть или переварит себя. |                                                              |                 |           |
| 25 | «Сердце подделка [A Heart for Falsehood Framed]»             | 15 октября 2001 | 203       |
| Экипаж должен украсть драгоценность у жадного преступника-владельца и организовать мирный договор между ним и танами, но дела осложняются, когда Бека развивает отношения с начальником службы безопасности на станции, который является бывшим вором, известным как "Кот Шредингера". |                                                              |                 |           |
| 26 | «Безжалостная как солнце [Pitiless as the Sun]»              | 22 октября 2001 | 204       |
| Пока «Андромеда» расследует таинственные нападения на изолированных, несколько ксенофобийных инарийцев, Трэнс допрашивал тот же вид, пытаясь определить её происхождение, обвиняя одного из её рода за подстрекательство к недавней войне. |                                                              |                 |           |
| 27 | «Момент истины [Last Call at the Broken Hammer]»             | 29 октября 2001 | 205       |
| Дилан и команда пытаются найти давно потерянного лидера «Содружества Систем» и вернуть её обратно, но вопрос о её идентификации оказывается более сложным, чем кажется на первый взгляд. |                                                              |                 |           |
| 28 | «Слишком по человечески [All Too Human]»                     | 5 ноября 2001   | 206       |
| Пока Ромми пытается спасти перебежчика с планеты, на которой ненавидят ИИ, «Эврика Мару» погружается глубоко в океан после получения повреждений, оставляя Харпера, Тира и Преподобного бороться за выживание, пока Дилан, Бека и Трэнс пытаются остановить корабль — уничтожитель планет, вооруженный оружием магогов. |                                                              |                 |           |
| 29 | «Надежда обреченных [Una Salus Victus]»                      | 12 ноября 2001  | 207       |
| Со смертельной чумой на свободе, «Андромеда», капитаном которой является неопытный Харпер, пока Бека ищет отставший от конвоя медицинский корабль, идет через пространство Драго-Казов, а Дилан и Тир пытаются остановить ракетные батареи, нацеленные на них. |                                                              |                 |           |
| 30 | «Пожар в доме [Home Fires]»                                  | 19 ноября 2001  | 208       |
| «Андромеда» обнаруживает планету с потомками выживших из Содружества, которые были собраны бывшей невестой Дилана после падения Содружества, в том числе генетической реинкарнации Раде, первого офицера Дилана, но когда выборы о присоединении к Содружеству оборачиваются против экипажа «Андромеды», после очевидной атаки магогов возникает ряд вопросов. |                                                              |                 |           |
| 31 | «По лабиринту [Into the Labyrinth]»                          | 26 ноября 2001  | 209       |
| Ещё один агент Бездны пытается соблазнить Харпера присоединиться к богу магогов, удалив некоторые из его личинок, пока экипаж сражается против тессерактирующихся злодеев. |                                                              |                 |           |
| 32 | «Принц [The Prince]»                                         | 19 января 2002  | 210       |
| Дилан и Тир назначаются помощниками принца после гибели остальных членов его семьи, убитых в гражданском восстании на своей планете, но пытаясь восстановить его власть и провести мирные переговоры, они оказываются перед серьёзными проблемами в виде отвратительных дворян. |                                                              |                 |           |
| 33 | «Мятеж [Bunker Hill]»                                        | 26 января 2002  | 211       |
| Дилан и его импровизированный флот Содружества, состоящий из племени Сабро-Ягуар, сражаются с флотом Драго-Казов, в то время как Харпер и Ромми прилетают на Землю, чтобы начать восстание, но дела осложняются, когда Дилан находит флот куда больший, чем он ожидал. |                                                              |                 |           |
| 34 | «Вызов судьбе [Ouroboros]»                                   | 2 февраля 2002  | 212       |
| После ухода Преподобного Бэма в попытке найти себя, Харперу не хватает времени до того, как вылупятся магоги, построить тесерактирующую машину, чтобы удалить их с помощью Хоуна, непреднамеренно запуская "рябь" из будущего, которая вызывают в разных частях «Андромеды» переход в другие периоды времени и завершатся тем, что Трэнс заменяется своим будущим я.                                                                                                |                                                              |                 |           |
| 35 | «Лава и ракеты [Lava and Rockets]»                           | 9 февраля 2002  | 213       |
| Дилан опережает опасных наемников, похищая туристическую баржу и её пилота, в то время как Тир и Ромми должны забыть о своих разногласиях, чтобы найти Дилана раньше наемников, оставляя Харпера попытаться привыкнуть к "новой" Трэнс. |                                                              |                 |           |
| 36 | «Помяни меня в своих молитвах [Be All My Sins Remembered]»   | 16 февраля 2002 | 214       |
| Когда Дилан, Бека и Харпер были позваны идентифицировать тело потерянного члена экипажа Беки Бобби Дженсена, они обнаруживают, что он на самом деле жив и пытается воспользоваться силой «Андромеды», чтобы помочь положить конец революции, которую он начал после того как покинул «Мару». |                                                              |                 |           |
| 37 | «Танец мотыльков [Dance of the Mayflies]»                    | 23 февраля 2002 | 215       |
| «Андромеду» преследуют таны, после спасения умирающих с дрейфующего корабля, но когда жертвы возвращаются в виде ходячих мертвецов, выясняется, что они находятся под контролем единого разума, известного как Бокур, который заражает и убивает своих жертв. С инфицированной Бэкой и Трэнс, используемой для общения, Дилан, Ромми и Харпер должны успеть во время, чтобы обнаружить защиту и спасение своих друзей, прежде чем все они будут инфицированы.       |                                                              |                 |           |
| 38 | «Теперь на небесах трое [In Heaven Now Are Three]»           | 2 марта 2002    | 216       |
| Дилан, Бека и Трэнс пытаются добыть мистическую "Машину создания», способную переделывать вселенную по замыслам того, кто ею обладает, прежде чем кто-то другой получит её, в результате краткой встречи между Трэнс и другим из её вида. |                                                              |                 |           |
| 39 | «То, чего нам не изменить [The Things We Cannot Change]»     | 13 апреля 2002  | 217       |
| Во время исследования черной дыры, Дилан выдувается в космос и находит себя женатым, имеет сына в мире, где нет магогов и Содружество по-прежнему без изменений (хотя и восстанавливаются после длительной войны). Эпизод является клип-шоу. |                                                              |                 |           |
| 40 | «Путь в неведомое [The Fair Unknown]»                        | 20 апреля 2002  | 218       |
| Дилан, Трэнс и Ромми должны поспешить сохранить ведранку, давно потерянного учредителя Содружества, от смертельных кальдеранцев, но её требования после спасения, ставят Дилана в трудное положение. |                                                              |                 |           |
| 41 | «В брюхе чудовища [Belly of the Beast]»                      | 27 апреля 2002  | 219       |
| Мифический поедатель планет, космическое существо, оказывается настоящим, когда он пытается съесть «Андромеду», только Дилан и Трэнс на «Эврике Мару» смогут спасти положение, пока Ромми отключена и корабль начинает перевариваться. |                                                              |                 |           |
| 42 | «Рыцарь, смерть и дьявол [The Knight, Death, and the Devil]» | 4 мая 2002      | 220       |
| Пока Дилан отправляется на поиски, чтобы освободить захваченные корабли Звездной Гвардии из-под стражи, но их ИИ не желают быть рабами, что они чувствуют, если они снова получат капитанов, Бека вынуждена убеждать потенциальную пятидесятую планету в Новом Содружестве Систем подписать хартию без Дилана. Приглашенные звезды - Майкл Хёрст в роли Райана, аватары корабля «Громкий призыв», и Кристофер Джадж в роли Ахиллеса, аватары корабля «Гнев Ахилла». |                                                              |                 |           |
| 43 | «Непорочное зачатие [Immaculate Perception]»                 | 11 мая 2002     | 221       |
| Когда Тир прилетает, чтобы спасти свою жену и её колонию от нападения "Дженаитов", противников генной-модифицированных людей (особая проблема, что почти весь экипаж «Андромеды» является генетически модифицированным), он обнаруживает, что он не только отец, но и то, что его сын может быть предсказанной генетической реинкарнацией Драго Муссевени. |                                                              |                 |           |
| 44 | «Туннель к концу света [Tunnel at the End of the Light]»     | 18 мая 2002     | 222       |
| Таинственные существа начинают атаку на делегатов при окончательном подписании хартии Содружества, когда будут определять первых Триумвиров, но когда Трэнс показывает, что этот кризис привел к разрушению мечты Дилана о возобновлении Содружества, экипаж должен найти способ, чтобы выиграть бой, потому что они проиграли в будущем Трэнс. |                                                              |                 |           |

### Сезон 3
| Эпизод | Название                                                     | Дата выхода      | Код серии |
| --- | ------------------------------------------------------------ | ---------------- | --------- |
| 45 | «Колесо судьбы [If the Wheel is Fixed]»                      | 21 сентября 2002 | 301       |
| Когда Бека и Тир впитали энергию из туннеля между измерениями, они пытаются заставить «Андромеду» войти в туннель, оставив Дилана, Трэнс и Харпера остановить их, прежде чем корабль будет уничтожен. |                                                              |                  |           |
| 46 | «Осколки из римни [The Shards of Rimni]»                     | 28 сентября 2002 | 302       |
| После того, как Дилан получает странную карту по почте, он обвиняется в убийстве наемного убийцы, который послал ему пакет, оставив его и Харпера в гонке на время, чтобы очистить свои имена перед силами безопасности Содружества, ищущих их, а также найти куски мифической вазы, дающей владельцу "благословение космоса"... кусок которой Дилан приобрел до своего пленения в черной дыре.                                              |                                                              |                  |           |
| 47 | «Спасение безумцев [Mad to be Saved]»                        | 5 октября 2002   | 303       |
| После спасения группы беженцев, бегущих от гнетущей диктатуры, экипаж «Андромеды» сталкивается с серьёзными проблемами, когда открылось, что беженцы серьёзно психически неуравновешенны из-за правительственных экспериментов, каждый из них полагает, что он доктор, ответственный за состояние других. |                                                              |                  |           |
| 48 | «Кому выгодно [Cui Bono]»                                    | 11 октября 2002  | 304       |
| «Андромеда» транспортирует дядю Беки, Сида, когда он спешит на выборы в верховную власть во вновь сформированном Содружестве, но дела осложняются, когда, казалось бы неудавшееся покушение отправляет его в кому и его компания открывает счет мести, который отправляет охотников за головами одного за другим, чтобы получить награду первыми.                                                                                            |                                                              |                  |           |
| 49 | «Бесконечные пески пустыни [The Lone and Level Sands]»       | 21 октября 2002  | 305       |
| После нападения пиратов Дилан, Тир, Харпер и Ромми встречают космический аппарат с Земли, отправленный на изучение глубокого космоса много лет назад, но в результате напряженности в отношениях между капитаном судна и его экипажем, команда «Андромеды» оказалась вовлечена в мятеж, поскольку они пытаются восстановить гиперпространственный двигатель «Эврики Мару». Приглашенная звезда Тони Тодд в роли Матиза, капитана Белерофона. |                                                              |                  |           |
| 50 | «Истребление псов войны [Slipfighter the Dogs of War]»       | 28 октября 2002  | 306       |
| Экипаж «Андромеды» должен остановить злых правителей планеты Мардок от создания оружия массового уничтожения. |                                                              |                  |           |
| 51 | «Поцелуй прокаженного [The Leper's Kiss]»                    | 11 ноября 2002   | 307       |
| Дилан продолжает миссию по поиску "Прокаженного", чтобы предотвратить убийство Маршалла Мана Ка-Лупа. |                                                              |                  |           |
| 52 | «По ком звонит колокол [For Whom the Bell Tolls]»            | 18 ноября 2002   | 308       |
| «Андромеде» не дает покоя один из членов экипажа, погибший более 300 лет назад. |                                                              |                  |           |
| 53 | «И твое сердце улетит прочь [And Your Heart will Fly Away]»  | 25 ноября 2002   | 309       |
| Тир встречает давно потерянную любовь и человека, который нанял его, чтобы убить её. |                                                              |                  |           |
| 54 | «Непобедимый [The Unconquerable Man]»                        | 20 января 2003   | 310       |
| В альтернативной вселенной, где Дилан умер прежде, чем оказаться в ловушке черной дыры, Гахерис Раде старается восстановить Содружество, но его все более напряженные отношения со своим экипажем, не говоря уже о его отрицательных взглядах о ницшеанских племенах, делают эту задачу невозможной. |                                                              |                  |           |
| 55 | «Похитить и уничтожить [Delenda Est]»                        | 27 января 2003   | 311       |
| Таинственная раса, которая напала на подписании Хартии Содружества, вернулась, и экипаж «Андромеды» должен снова их остановить. |                                                              |                  |           |
| 56 | «Туманное прошлое [The Dark Backward]»                       | 3 февраля 2003   | 312       |
| Трэнс проходит через ряд возможных будущих, чтобы спасти экипаж от смертельного злоумышленника. |                                                              |                  |           |
| 57 | «Тотальный риск [The Risk-All Point]»                        | 10 февраля 2003  | 313       |
| Дилан, Тир и Бека сражаются за спасение экипажа нового корабля Содружества "более мощного, чем «Андромеда», когда он взрывается, вынуждая экипаж подозревать саботаж. |                                                              |                  |           |
| 58 | «Верная лошадь [The Right Horse]»                            | 17 февраля 2003  | 314       |
| Бека ставит её чувства к прошлой любви выше безопасности экипажа и подвергает опасности целую планету. |                                                              |                  |           |
| 59 | «Отсроченное блаженство [What Happens to A Rev Deferred?]»   | 24 февраля 2003  | 315       |
| Экипаж получает крик о помощи от давно потерянного Преподобного Бэма. |                                                              |                  |           |
| 60 | «На острие копья [Point of the Spear]»                       | 31 марта 2003    | 316       |
| Команда сражается против пирийцев для того, чтобы спасти планету Самсарра и избежать галактической войны. |                                                              |                  |           |
| 61 | «Небесный свод [Vault of the Heavens]»                       | 7 апреля 2003    | 317       |
| Дилана позвал голос таинственной женщины с далекой планеты. |                                                              |                  |           |
| 62 | «Голос полуночной тьмы [Deep Midnight's Voice]»              | 14 апреля 2003   | 318       |
| Дилан и команда ищут ницшеанский разведывательный зонд, в котором есть карта всех путей гиперпространства. |                                                              |                  |           |
| 63 | «Иллюзия величия [The Illusion of Majesty]»                  | 21 апреля 2003   | 319       |
| Дилан и экипаж сделали неправильный поворот в гиперпространстве, заканчивая путь в системе Пролона, где они обнаруживают принцессу, которая оказывается не той, кем кажется. |                                                              |                  |           |
| 64 | «Сумерки идолов [Twilight of the Idols]»                     | 28 апреля 2003   | 320       |
| «Андромеда» и её экипаж отправились на поиски исчезнувшей колонии ницшеанцев. Они не знают, что за ними наблюдают. |                                                              |                  |           |
| 65 | «Судный день [Day of Judgement, Day of Wrath]»               | 5 мая 2003       | 321       |
| «Весы Правосудия» вернулся, захватив новый корабль Звездной гвардии и Ромми. Приглашенная звезда — Кристофер Джадж в роли Гектора, будущего аватара корабля «Решимость Гектора». |                                                              |                  |           |
| 66 | «Тень от финального салюта [Shadows Cast by a Final Salute]» | 12 мая 2003      | 322       |
| Клан Драго-Касов начали войну против Содружества и остальных. Тир показывает его истинные намерения. Флот Содружества был заманен в засаду и уничтожен. |                                                              |                  |           |

### Сезон 4
| Эпизод | Название                                                               | Дата выхода      | Код серии |
| --- | ---------------------------------------------------------------------- | ---------------- | --------- |
| 1 (67) | «Ответ на не заданный вопрос [Answers Given to Questions Never Asked]» | 29 сентября 2003 | 401       |
| Дилан получает сообщение от Сборщика, который утверждает что удерживает заложника, и находит остатки флота Содружества, ведя их к точке "Абсолютного нуля". |                                                                        |                  |           |
| 2 (68) | «Восьмой [Pieces of Eight]»                                            | 6 октября 2003   | 402       |
| Гражданин 8 грозится заменить членов Содружества, в том числе и Дилана, с помощью своего раба-провидца. |                                                                        |                  |           |
| 3 (69) | «Пробуждение тирана [Waking the Tyrant's Device]»                      | 13 октября 2003  | 403       |
| «Андромеда» встречает строителя Мира-корабля, и старается остановить его, прежде чем он запустит другое вторжение Бездны. |                                                                        |                  |           |
| 4 (70) | «Дубль или пустышка [Double or Nothingness]»                           | 20 октября 2003  | 404       |
| Дилан был похищен и вынужден играть в игры с разумом для развлечения и денежной прибыли производителей оружия. |                                                                        |                  |           |
| 5 (71) | «Харпер/стереть [Harper/Delete]»                                       | 27 октября 2003  | 405       |
| "Файл D", который может стереть сознание людей, находится в руках враждующих брата и сестры, а Харпер пытается не допустить его активации. |                                                                        |                  |           |
| 6 (72) | «В ближайшем вихре [Soon the Nearing Vortex]»                          | 3 ноября 2003    | 406       |
| Тир Анасази присоединился к Сборщикам, чтобы найти "Путь веков", думая, что это остановит Бездну. Раде, который потерял Тира, как своего пленника, присоединяется к экипажу Андромеды. |                                                                        |                  |           |
| 7 (73) | «Мир вращается вокруг неё [The World Turns All Around Her]»            | 10 ноября 2003   | 407       |
| Бека и Тир прошли сквозь "Путь веков", где команда «Андромеды» продолжает противостоять Тиру, когда он готовится предложить Дилана Бездне, в обмен на безопасность ницшеанцев в предстоящей войне. |                                                                        |                  |           |
| 8 (74) | «Проводник судьбы [Conduit to Destiny]»                                | 17 ноября 2003   | 408       |
| Судьба приводит Дилана обратно к решению судьбы планеты, развивавшейся триста лет. |                                                                        |                  |           |
| 9 (75) | «Структура мозга [Machinery of the Mind]»                              | 12 января 2004   | 409       |
| Экипаж пресекает попытки убийцы украсть умы самых блестящих ученых Содружества. |                                                                        |                  |           |
| 10 (76) | «Высшие цели, царственная дочь [Exalted Reason, Resplendent Daughter]» | 19 января 2004   | 410       |
| Дилан выслеживает пресловутого преступника, который похитил дочь лидера Содружества. |                                                                        |                  |           |
| 11 (77) | «Муки и избавление [The Torment, the Release]»                         | 26 января 2004   | 411       |
| Дилан арестован и передан суду Сборщиков и Триумвиров за тяжкое преступление против Содружества. |                                                                        |                  |           |
| 12 (78) | «Уловка паука [The Spider's Stratagem]»                                | 2 февраля 2004   | 412       |
| Когда «Андромеда» перехватывает перевозку "живой брони", Дилан отправляется на поиски её создателя и узнает смертельной секрет. |                                                                        |                  |           |
| 13 (79) | «Тепло невидимого света [The Warmth of an Invisible Light]»            | 9 февраля 2004   | 413       |
| При попытке к бегству от преследующих кораблей новое устройство Харпера случайно отправило Дилана в альтернативную вселенную, где он умер героем и Бездна контролируя Харпера, отвечает за Содружество, которому противостоит Бека, заставляя его и копию Трэнс активировать ныне бездействующую «Андромеду», чтобы попытаться спасти эту вселенную. |                                                                        |                  |           |
| 14 (80) | «Другие [The Others]»                                                  | 16 февраля 2004  | 414       |
| Экипаж посредничает в апокалиптической войне для того, чтобы остановить геноцид и вылечить смертельную болезнь. |                                                                        |                  |           |
| 15 (81) | «Страх сжигающий до тла [Fear Burns Down to Ashes]»                    | 23 февраля 2004  | 415       |
| Сборщики заманили Дилана в ловушку для теста на жизнь или смерть с использованием бывшего члена экипажа Преподобного Бэма в качестве приманки. |                                                                        |                  |           |
| 16 (82) | «Затерянные в космосе иллюзий [Lost in a Space that isn't There]»      | 5 апреля 2004    | 416       |
| Команда обнаружила, что поведение Беки находится под влиянием Бездны, после атаки Стражей, заставляя Дилана осуществить опасный план, чтобы избавить её от влияния, путешествуя в разум Беки. |                                                                        |                  |           |
| 17 (83) | «Борьба со своим дьяволом [Abridging the Devil's Divide]»              | 12 апреля 2004   | 417       |
| Харпер захвачен Патриархом, чтобы построить временной мост и привести армию из будущего в настоящее, но будущее не то, каким кажется. |                                                                        |                  |           |
| 18 (84) | «Доверяя Гордиеву лабиринту [Trusting the Gordian Maze]»               | 19 апреля 2004   | 418       |
| Триумвират послал прекрасного шпиона, чтобы соблазнить Дилана и изъять Звездную карту. |                                                                        |                  |           |
| 19 (85) | «Симметрия не совершенства [A Symmetry of Imperfection]»               | 26 апреля 2004   | 419       |
| Эмоциональные решения Ромми разорвали связь с системами корабля, оставив «Андромеду» уязвимой для атаки магогов. |                                                                        |                  |           |
| 20 (86) | «Передышка разума [Time Out of Mind]»                                  | 5 мая 2004       | 420       |
| Бездна посылает агентов, чтобы убить настоящих Сборщиков и найти их скрытые библиотеки. |                                                                        |                  |           |
| 21 (87) | «Интервал диссонанса (Часть 1) [The Dissonant Interval (Part I)]»      | 10 мая 2004      | 421       |
| «Андромеда» спасает транспорт из «Арколога», мирного общества на космической станции, которая в настоящее время является целью Мира-Корабля. |                                                                        |                  |           |
| 22 (88) | «Интервал диссонанса (Часть 2) [The Dissonant Interval (Part II)]»     | 17 мая 2004      | 422       |
| Когда Дилан не может сдвинуть Арколог, он решает держаться на расстоянии. Он не может выиграть, и все мысли теряются, когда он проходит по «Пути веков». |                                                                        |                  |           |

### Сезон 5
| Эпизод | Название                                                           | Дата выхода      | Код серии |
| --- | ------------------------------------------------------------------ | ---------------- | --------- |
| 1 (89) | «Бремя (Часть 1) [The Weight (Part I)]»                            | 24 сентября 2004 | 501       |
| Обнаружив правду о планете Сифра-1, Дилан должен освободить её народ и воссоединить свой экипаж. |                                                                    |                  |           |
| 2 (90) | «Бремя (Часть 2) [The Weight (Part II)]»                           | 1 октября 2004   | 502       |
| Дилан и Раде получили сигнал бедствия от Беки, только нашли её интригующую с торговым магнатом, который захватил «Андромеду» для себя. |                                                                    |                  |           |
| 3 (91) | «Феномен фактора страха [Phear Phactor Phenom]»                    | 8 октября 2004   | 503       |
| Экипаж воссоединяется с Харпером и загадочной «Дойл», когда они сталкиваются с генетиком, стремящемся к перерождению Ведранцев. В целях устранения запрета на технологий, который отстраняет её от достижения своей цели, она использовала страх для управления системой Сифра.                                |                                                                    |                  |           |
| 4 (92) | «Падение ангела [Decay of the Angel]»                              | 15 октября 2004  | 504       |
| Всю свою жизнь, Дойл страдает от амнезии и ночных кошмаров. Когда приходит Арджент, «революционнер» андроид, Дойл открывает правду о своей жизни. |                                                                    |                  |           |
| 5 (93) | «Конец нашего настоящего [The Eschatology of Our Present]»         | 22 октября 2004  | 505       |
| Беке предлагается таинственный приз Гласа Вергилия, единственного диджея Сифры, и она должна противостоять лидеру техно-полиции, Арду Бартону, который хочет взять его для себя. |                                                                    |                  |           |
| 6 (94) | «По кругу [When Goes Around...]»                                   | 29 октября 2004  | 506       |
| Дилан и команда встречают офицера Старого Содружества, который пойман в петлю во времени. |                                                                    |                  |           |
| 7 (95) | «Попытка разъяснения [Attempting Screed]»                          | 5 ноября 2004    | 507       |
| Флавин возвращается чтобы обучить Дилана его способностям Парадина, в это время происходит война банд из-за его корабля и технологий. |                                                                    |                  |           |
| 8 (96) | «Выжженные дикие земли [So Burn the Untamed Lands]»                | 12 ноября 2004   | 508       |
| Харпер обнаруживает кристалл, который может восстановить «Андромеду» на полную мощность. Тем не менее, для того чтобы получить несколько кристаллов, Дилан должны стать охранником для Каттара, владельца шахты, который использует рабов для извлечения кристалов.                                            |                                                                    |                  |           |
| 9 (97) | «Того, что будет - не было [What Will be Was Not]»                 | 19 ноября 2004   | 509       |
| Экипаж встречает Орланда, человека, который поддерживает ряд тоннелей на Сифре-1, который приводит их к Ведранской камере, в которой есть порталы, которые могут быть использованы для тессерактирования на другие восемь планет Сифры.                                                                        |                                                                    |                  |           |
| 10 (98) | «Проверка [The Test]»                                              | 7 января 2005    | 510       |
| После убийства старика по имени Прэус, таинственный человек проходит через "Путь веков", чтобы найти его убийцу. Бека, Раде, и Харпер являются главными подозреваемыми, и Дилан заключает сделку: незнакомец вернет «Андромеду» и его экипаж в известные миры, в обмен на наказание Диланом убийцы Прэуса.     |                                                                    |                  |           |
| 11 (99) | «Сквозь мутное стекло [Through a Glass Darkly]»                    | 14 января 2005   | 511       |
| Экипаж помогает повстанцам на Сифре-5, которые сражаются с местным полевым командиром. Для того, чтобы помочь им бежать, Харпер пытается перестроить квантовый телепорт при содействии другого ученого, который, как полагали, был мертв в течение нескольких лет.                                             |                                                                    |                  |           |
| 12 (100) | «Гордыня до беды доведет [Pride Before the Fall]»                  | 21 января 2005   | 512       |
| Новый друг Беки, Питер, держит всю команду в опасности, с серией испытаний, кульминацией которых будет потрясающее открытие, которое может помочь экипажу - если они смогут сбежать из системы Сифра. |                                                                    |                  |           |
| 13 (101) | «Лунный свет тебе идет [Moonlight Becomes You]»                    | 28 января 2005   | 513       |
| В поисках ответов, Трэнс встречает человека, утверждающего что он бог солнца. Между тем, в поисках сокровищ, Бека и Раде вместе попали в ловушку и должны предстать перед тестом, который будет либо даровать им богатство - или сведет их с ума.                                                              |                                                                    |                  |           |
| 14 (102) | «Унылое прошлое [Past is Prolix]»                                  | 4 февраля 2005   | 514       |
| Трэнс заболевает, когда она пытается тормозить её солнце, которое грозит уничтожить внешние восемь планет Сифры и убить миллионы людей. |                                                                    |                  |           |
| 15 (103) | «Обратная сторона привлекательности [The Opposites of Attraction]» | 11 февраля 2005  | 515       |
| Харпер строит гигантский параболический рефлектор в попытке замедлить солнце Тарн-Ведры и задержать его до столкновения с планетами Сифры, в то время таинственная сущность угрожает «Андромеде» и её экипажу.                                                                                                 |                                                                    |                  |           |
| 16 (104) | «Спасая свет от темного солнца [Saving Light from a Black Sun]»    | 18 февраля 2005  | 516       |
| В то время пока солнце Трэнс приближается, экипаж путешествует внутри искусственного солнца Метуса-2, чтобы восстановить её и починить тормозную систему, которая должна установить солнце Трэнс в нужное положение.                                                                                           |                                                                    |                  |           |
| 17 (105) | «Вспомнить все [Totaled Recall]»                                   | 8 апреля 2005    | 517       |
| После взрыва лаборатории, Дилан путешествует через серию альтернативных реальностей. |                                                                    |                  |           |
| 18 (106) | «Бред квантового трактака [Quantum Tractate Delirium]»             | 15 апреля 2005   | 518       |
| Ромми возвращается в экипаж после перестройки, чтобы помочь эвакуировать планеты Сифры. |                                                                    |                  |           |
| 19 (107) | «Свет ещё одного дня [One More Day's Light]»                       | 22 апреля 2005   | 519       |
| Усилия экипажа по спасению населения Сифры-5 заходит в тупик, когда полевой командир, который контролирует большую часть планеты убеждает его фанатичных последователей, что приближающееся солнце - технологический обман, предназначенный для переезда жителей планеты и оставления планеты на разграбление. |                                                                    |                  |           |
| 20 (108) | «Хаос и его неподвижность [Chaos and the Stillness of It]»         | 29 апреля 2005   | 520       |
| Экипаж пытается спасти Трэнс с Метуса-2 и Харпера от генерала Бирмы, военачальника с Сифры-5, который находится в союзе с Бездной. |                                                                    |                  |           |
| 21 (109) | «Сердце пути (Часть 1) [The Heart of the Journey (Part I)]»        | 6 мая 2005       | 521       |
| "Семья" Трэнс, аватары солнц, решают уничтожить Бездну - путём расширения точки "Абсолютного Нуля", всасывающей Бездну и три галактики, имеющие в составе все известные миры. |                                                                    |                  |           |
| 22 (110) | «Сердце пути (Часть 2) [The Heart of the Journey (Part II)]»       | 13 мая 2005      | 522       |
| Окончательная битва за спасение Нового Содружества Систем начинается, после уничтожения ницшеанцами Земли и атаки Таразеда, а Бездна преследует «Андромеду» и её экипаж. |                                                                    |                  |           |